# Férfi vízilabdatorna a 2024. évi nyári olimpiai játékokon
A 2024. évi nyári olimpiai játékokon a férfi vízilabdatornát július 28. és augusztus 11. között rendezték. A tornán 12 nemzet csapata vett részt. A tornát a címvédő a szerb válogatott nyerte.

## Helyszínek
| Saint-Denis                      | Nanterre                                          |
| -------------------------------- | ------------------------------------------------- |
| Párizsi Úszóközpont (csoportkör) | Paris La Défense Arena (egyenes kieséses szakasz) |
| Férőhely: 5000                   | Férőhely: 17 000                                  |
|                                  |                                                   |

## Résztvevők
| Esemény                          | Dátum                        | Helyszín          | Kvóta | Csapatok                                                                                  |
| -------------------------------- | ---------------------------- | ----------------- | ----- | ----------------------------------------------------------------------------------------- |
| Rendező                          | –                            | –                 | 1     | Franciaország (FRA)                                                                       |
| 2023-as világbajnokság           | 2023. július 17–29.          | Fukuoka, Japán    | 2     | Magyarország (HUN) · Görögország (GRE)                                                    |
| 2023-as pánamerikai játékok      | 2023. október 30–november 4. | Santiago, Chile   | 1     | Egyesült Államok (USA)                                                                    |
| 2022-es Ázsia-játékok            | 2023. október 2–7.           | Hangcsou          | 1     | Japán (JPN)                                                                               |
| 2024-es Európa-bajnokság         | 2024. január 4–16.           | Dubrovnik, Zágráb | 1     | Spanyolország (ESP)                                                                       |
| 2024-es világbajnokság           | 2024. február 5–17.          | Doha              | 5     | Szerbia (SRB) · Montenegró (MNE) · Olaszország (ITA) · Horvátország (CRO) · Románia (ROU) |
| 2024-es világbajnokság – Afrika  | 2024. február 5–17.          | Doha              | 1     | Dél-afrikai Köztársaság (RSA)                                                             |
| 2024-es világbajnokság – Óceánia | 2024. február 5–17.          | Doha              | 1     | Ausztrália (AUS)                                                                          |
| Összesen                         |                              |                   | 12    |                                                                                           |

1. ↑  Hivatalosan 2024. február 17-én jelentették be, hogy a Dél-afrikai Köztársaság nem vállalta az indulást, ezért a 2024-es világbajnokság soron következő legjobb csapata, Románia szerzett részvételi jogot.[4]

## Sorsolás
A csoportkör sorsolását a 2024-es úszó-világbajnokság idején, 2024. február 17-én tartották Dohában, Katarban. A sorsolást a francia női válogatott játékosai Louise Guillet és Juliette Dhalluin végezték el. A 12 csapatot 6 kalapban helyezték el, a következők szerint:
- 1. kalap: a 2023-as világbajnokság első két helyezettje.

 Magyarország (HUN),  Görögország (GRE)
- 2. kalap: a 2024-es világbajnokság legjobb csapata, amely addig nem szerzett kvótát, valamint az európai kvóta szerzője.

 Horvátország (CRO),  Spanyolország (ESP)
- 3. kalap: az óceániai és az amerikai kvóta szerzői.

 Ausztrália (AUS),  Egyesült Államok (USA)
- 4. kalap: az ázsiai és az afrikai kvóta szerzői. A Dél-afrikai Köztársaság visszalépése miatt a helyette részvételi jogot szerző.

 Japán (JPN),  Románia (ROU)
- 5. kalap: a 2024-es világbajnokság soron következő két legjobb csapata, amely addig nem szerzett kvótát.

 Olaszország (ITA),  Szerbia (SRB)
- 6. kalap: a 2024-es világbajnokság soron következő legjobb csapata, valamint a rendező.

 Montenegró (MNE),  Franciaország (FRA)

## Játékvezetők
Az alábbi játékvezetőket választották a tornára.
- Nicholas Hodgers
- Jennifer McCall
- Darren Spiritosanto
- Jasszer Mehalhel
- Aurélie Blanchard
- Sébastien Dervieux
- Natália Markopulú
- Jórgosz Sztavridisz
- Michiel Zwart
- Andrej Franulović
- Kuroszaki Csiszato
- Hélène Painchaud
- Csang Liáng
- Debreceni Nóra
- Kovács Tamás
- Veselin Mišković
- Frank Ohme
- Rafaelle Colombo
- Alessia Ferrari
- Adrian Alexandrescu
- Marta Cabañas
- David Gómez
- Vojin Putniković
- Boris Margeta

## Csoportkör
A mérkőzések kezdési időpontjai helyi idő szerint (UTC+2) értendők.

### A csoport
| Hely. | Csapat           | M | Gy | BGy | BV | V | G+ | G– | Gk  | P  | Továbbjutás |
| ----- | ---------------- | - | -- | --- | -- | - | -- | -- | --- | -- | ----------- |
| 1.    | Görögország      | 5 | 3  | 1   | 0  | 1 | 61 | 52 | +9  | 11 | Negyeddöntő |
| 2.    | Olaszország      | 5 | 3  | 1   | 0  | 1 | 60 | 43 | +17 | 11 | Negyeddöntő |
| 3.    | Egyesült Államok | 5 | 3  | 0   | 0  | 2 | 59 | 51 | +8  | 9  | Negyeddöntő |
| 4.    | Horvátország     | 5 | 3  | 0   | 0  | 2 | 58 | 57 | +1  | 9  | Negyeddöntő |
| 5.    | Montenegró       | 5 | 1  | 0   | 2  | 2 | 45 | 50 | −5  | 5  |             |
| 6.    | Románia          | 5 | 0  | 0   | 0  | 5 | 37 | 67 | −30 | 0  |             |

1. 1 2  Görögország 9–8 Olaszország
2. 1 2  Horvátország 11–14 Egyesült Államok

| 2024. július 28. 15:00 | Olaszország (ITA)    | 12–8        | Egyesült Államok (USA) | Paris Aquatics Centre Játékvezetők: Kovács Tamás (HUN), Vojin Putniković (SRB) |
| 2024. július 28. 15:00 | (4–2, 1–1, 4–1, 3–4) |             |                        | Paris Aquatics Centre Játékvezetők: Kovács Tamás (HUN), Vojin Putniković (SRB) |
| 2024. július 28. 15:00 | három játékos 2      | Jegyzőkönyv | Daube 3                | Paris Aquatics Centre Játékvezetők: Kovács Tamás (HUN), Vojin Putniković (SRB) |

| 2024. július 28. 16:35 | Horvátország (CRO)   | 11–8        | Montenegró (MNE) | Paris Aquatics Centre Játékvezetők: Boris Margeta (SLO), David Gómez (ESP) |
| 2024. július 28. 16:35 | (3–1, 2–4, 3–1, 3–2) |             |                  | Paris Aquatics Centre Játékvezetők: Boris Margeta (SLO), David Gómez (ESP) |
| 2024. július 28. 16:35 | Fatović 3            | Jegyzőkönyv | Đurđić 3         | Paris Aquatics Centre Játékvezetők: Boris Margeta (SLO), David Gómez (ESP) |

| 2024. július 28. 21:05 | Románia (ROU)        | 7–14        | Görögország (GRE) | Paris Aquatics Centre Játékvezetők: Michiel Zwart (NED), Zhang Liang (CHN) |
| 2024. július 28. 21:05 | (2–4, 3–5, 1–2, 1–3) |             |                   | Paris Aquatics Centre Játékvezetők: Michiel Zwart (NED), Zhang Liang (CHN) |
| 2024. július 28. 21:05 | Georgescu, Neamțu 2  | Jegyzőkönyv | Arjirópulosz 4    | Paris Aquatics Centre Játékvezetők: Michiel Zwart (NED), Zhang Liang (CHN) |

| 2024. július 30. 12:05 | Horvátország (CRO)   | 11–14       | Olaszország (ITA) | Paris Aquatics Centre Játékvezetők: Michiel Zwart (NED), Sébastien Dervieux (FRA) |
| 2024. július 30. 12:05 | (4–3, 2–3, 3–6, 2–2) |             |                   | Paris Aquatics Centre Játékvezetők: Michiel Zwart (NED), Sébastien Dervieux (FRA) |
| 2024. július 30. 12:05 | Fatović, Harkov 2    | Jegyzőkönyv | Di Fulvio 4       | Paris Aquatics Centre Játékvezetők: Michiel Zwart (NED), Sébastien Dervieux (FRA) |

| 2024. július 30. 16:35 | Egyesült Államok (USA) | 14–8        | Románia (ROU)             | Paris Aquatics Centre Játékvezetők: Giseli Amantino (ESP), Nicholas Hodgers (AUS) |
| 2024. július 30. 16:35 | (3–3, 3–0, 4–1, 4–4)   |             |                           | Paris Aquatics Centre Játékvezetők: Giseli Amantino (ESP), Nicholas Hodgers (AUS) |
| 2024. július 30. 16:35 | Daube, Bowen 3         | Jegyzőkönyv | Colodrovschi, Georgescu 3 | Paris Aquatics Centre Játékvezetők: Giseli Amantino (ESP), Nicholas Hodgers (AUS) |

| 2024. július 30. 19:30 | Montenegró (MNE)               | 16–17       | Görögország (GRE) | Paris Aquatics Centre Játékvezetők: Frank Ohme (GER), Kovács Tamás (HUN) |
| 2024. július 30. 19:30 | (4–2, 3–3, 2–3, 3–4, bü.: 4–5) |             |                   | Paris Aquatics Centre Játékvezetők: Frank Ohme (GER), Kovács Tamás (HUN) |
| 2024. július 30. 19:30 | Popadić 4                      | Jegyzőkönyv | Vlahópulosz 3     | Paris Aquatics Centre Játékvezetők: Frank Ohme (GER), Kovács Tamás (HUN) |

| 2024. augusztus 1. 10:30 | Görögország (GRE)    | 13–11       | Egyesült Államok (USA) | Paris Aquatics Centre Játékvezetők: David Gómez (ESP), Sébastien Dervieux (FRA) |
| 2024. augusztus 1. 10:30 | (4–4, 3–2, 4–3, 2–2) |             |                        | Paris Aquatics Centre Játékvezetők: David Gómez (ESP), Sébastien Dervieux (FRA) |
| 2024. augusztus 1. 10:30 | Arjirópulosz 4       | Jegyzőkönyv | Bowen, Irving 2        | Paris Aquatics Centre Játékvezetők: David Gómez (ESP), Sébastien Dervieux (FRA) |

| 2024. augusztus 1. 16:35 | Olaszország (ITA)              | 11–9        | Montenegró (MNE) | Paris Aquatics Centre Játékvezetők: Boris Margeta (SLO), Michiel Zwart (NED) |
| 2024. augusztus 1. 16:35 | (2–2, 2–2, 3–3, 1–1, bü.: 3–1) |             |                  | Paris Aquatics Centre Játékvezetők: Boris Margeta (SLO), Michiel Zwart (NED) |
| 2024. augusztus 1. 16:35 | Di Fulvio, Echenique 2         | Jegyzőkönyv | Popadić 3        | Paris Aquatics Centre Játékvezetők: Boris Margeta (SLO), Michiel Zwart (NED) |

| 2024. augusztus 1. 19:30 | Románia (ROU)        | 8–11        | Horvátország (CRO) | Paris Aquatics Centre Játékvezetők: Kovács Tamás (HUN), Chisato Kurosaki (JPN) |
| 2024. augusztus 1. 19:30 | (0–3, 3–3, 4–5, 1–0) |             |                    | Paris Aquatics Centre Játékvezetők: Kovács Tamás (HUN), Chisato Kurosaki (JPN) |
| 2024. augusztus 1. 19:30 | Fulea, Țepeluș 2     | Jegyzőkönyv | három játékos 2    | Paris Aquatics Centre Játékvezetők: Kovács Tamás (HUN), Chisato Kurosaki (JPN) |

| 2024. augusztus 3. 12:05 | Horvátország (CRO)   | 14–13       | Görögország (GRE) | Paris Aquatics Centre Játékvezetők: Vojin Putniković (SRB), David Gómez (ESP) |
| 2024. augusztus 3. 12:05 | (3–3, 1–3, 7–3, 3–4) |             |                   | Paris Aquatics Centre Játékvezetők: Vojin Putniković (SRB), David Gómez (ESP) |
| 2024. augusztus 3. 12:05 | Kharkov 4            | Jegyzőkönyv | öt játékos 2      | Paris Aquatics Centre Játékvezetők: Vojin Putniković (SRB), David Gómez (ESP) |

| 2024. augusztus 3. 16:35 | Montenegró (MNE)     | 7–12        | Egyesült Államok (USA) | Paris Aquatics Centre Játékvezetők: Frank Ohme (GER), Zhang Liang (CHN) |
| 2024. augusztus 3. 16:35 | (1–4, 1–3, 4–3, 1–2) |             |                        | Paris Aquatics Centre Játékvezetők: Frank Ohme (GER), Zhang Liang (CHN) |
| 2024. augusztus 3. 16:35 | Đurđić 3             | Jegyzőkönyv | Daube 5                | Paris Aquatics Centre Játékvezetők: Frank Ohme (GER), Zhang Liang (CHN) |

| 2024. augusztus 3. 21:05 | Olaszország (ITA)    | 18–7        | Románia (ROU)  | Paris Aquatics Centre Játékvezetők: Kovács Tamás (HUN), Nicholas Hodgers (AUS) |
| 2024. augusztus 3. 21:05 | (6–2, 4–1, 5–1, 3–3) |             |                | Paris Aquatics Centre Játékvezetők: Kovács Tamás (HUN), Nicholas Hodgers (AUS) |
| 2024. augusztus 3. 21:05 | három játékos 3      | Jegyzőkönyv | Colodrovschi 3 | Paris Aquatics Centre Játékvezetők: Kovács Tamás (HUN), Nicholas Hodgers (AUS) |

| 2024. augusztus 5. 15:10 | Görögország (GRE)    | 9–8         | Olaszország (ITA) | Paris Aquatics Centre Játékvezetők: Michiel Zwart (NED), Zhang Liang (CHN) |
| 2024. augusztus 5. 15:10 | (2–2, 4–3, 0–1, 3–2) |             |                   | Paris Aquatics Centre Játékvezetők: Michiel Zwart (NED), Zhang Liang (CHN) |
| 2024. augusztus 5. 15:10 | Argyropoulos 4       | Jegyzőkönyv | Bruni, Condemi 3  | Paris Aquatics Centre Játékvezetők: Michiel Zwart (NED), Zhang Liang (CHN) |

| 2024. augusztus 5. 18:30 | Horvátország (CRO)   | 11–14       | Egyesült Államok (USA) | Paris Aquatics Centre Játékvezetők: Sébastien Dervieux (FRA), Frank Ohme (GER) |
| 2024. augusztus 5. 18:30 | (2–5, 3–5, 2–1, 4–3) |             |                        | Paris Aquatics Centre Játékvezetők: Sébastien Dervieux (FRA), Frank Ohme (GER) |
| 2024. augusztus 5. 18:30 | Kharkov 5            | Jegyzőkönyv | Daube, Irivng 3        | Paris Aquatics Centre Játékvezetők: Sébastien Dervieux (FRA), Frank Ohme (GER) |

| 2024. augusztus 5. 21:40 | Románia (ROU)        | 7–10        | Montenegró (MNE) | Paris Aquatics Centre Játékvezetők: Boris Margeta (SLO), Yasser Mehalhel (EGY) |
| 2024. augusztus 5. 21:40 | (3–3, 1–2, 1–2, 2–3) |             |                  | Paris Aquatics Centre Játékvezetők: Boris Margeta (SLO), Yasser Mehalhel (EGY) |
| 2024. augusztus 5. 21:40 | Fulea 2              | Jegyzőkönyv | Mršič 3          | Paris Aquatics Centre Játékvezetők: Boris Margeta (SLO), Yasser Mehalhel (EGY) |

### B csoport
| Hely. | Csapat            | M | Gy | BGy | BV | V | G+ | G– | Gk  | P  | Továbbjutás |
| ----- | ----------------- | - | -- | --- | -- | - | -- | -- | --- | -- | ----------- |
| 1.    | Spanyolország     | 5 | 5  | 0   | 0  | 0 | 67 | 39 | +28 | 15 | Negyeddöntő |
| 2.    | Ausztrália        | 5 | 3  | 0   | 0  | 2 | 44 | 42 | +2  | 9  | Negyeddöntő |
| 3.    | Magyarország      | 5 | 3  | 0   | 0  | 2 | 62 | 54 | +8  | 9  | Negyeddöntő |
| 4.    | Szerbia           | 5 | 2  | 0   | 0  | 3 | 58 | 63 | −5  | 6  | Negyeddöntő |
| 5.    | Franciaország (R) | 5 | 1  | 0   | 0  | 4 | 50 | 60 | −10 | 3  |             |
| 6.    | Japán             | 5 | 1  | 0   | 0  | 4 | 60 | 83 | −23 | 3  |             |

1. 1 2  Ausztrália 9–8 Magyarország

| 2024. július 28. 10:30 | Ausztrália (AUS)     | 5–9         | Spanyolország (ESP) | Paris Aquatics Centre Játékvezetők: Georgios Stavridis (GRE), Darren Spiritosanto (USA) |
| 2024. július 28. 10:30 | (1–2, 2–3, 1–3, 1–1) |             |                     | Paris Aquatics Centre Játékvezetők: Georgios Stavridis (GRE), Darren Spiritosanto (USA) |
| 2024. július 28. 10:30 | Lambie, Maksimovic 2 | Jegyzőkönyv | Munárriz 3          | Paris Aquatics Centre Játékvezetők: Georgios Stavridis (GRE), Darren Spiritosanto (USA) |

| 2024. július 28. 12:05 | Szerbia (SRB)        | 16–15       | Japán (JPN) | Paris Aquatics Centre Játékvezetők: Rafaele Colombo (ITA), Veselin Mišković (MNE) |
| 2024. július 28. 12:05 | (4–4, 3–4, 5–3, 4–4) |             |             | Paris Aquatics Centre Játékvezetők: Rafaele Colombo (ITA), Veselin Mišković (MNE) |
| 2024. július 28. 12:05 | Mandić 7             | Jegyzőkönyv | Inaba 6     | Paris Aquatics Centre Játékvezetők: Rafaele Colombo (ITA), Veselin Mišković (MNE) |

| 2024. július 28. 19:30 | Franciaország (FRA)  | 12–13       | Magyarország (HUN) | Paris Aquatics Centre Játékvezetők: Adrian Alexandrescu (ROU), Andrej Franulović (CRO) |
| 2024. július 28. 19:30 | (1–5, 4–4, 2–1, 5–3) |             |                    | Paris Aquatics Centre Játékvezetők: Adrian Alexandrescu (ROU), Andrej Franulović (CRO) |
| 2024. július 28. 19:30 | Vernoux 4            | Jegyzőkönyv | Vigvári 3          | Paris Aquatics Centre Játékvezetők: Adrian Alexandrescu (ROU), Andrej Franulović (CRO) |

| 2024. július 30. 10:30 | Ausztrália (AUS)     | 8–3         | Szerbia (SRB) | Paris Aquatics Centre Játékvezetők: Andrej Franulović (CRO), Zhang Liang (CHN) |
| 2024. július 30. 10:30 | (1–0, 5–1, 1–0, 1–2) |             |               | Paris Aquatics Centre Játékvezetők: Andrej Franulović (CRO), Zhang Liang (CHN) |
| 2024. július 30. 10:30 | Pavillard 4          | Jegyzőkönyv | Mandić 2      | Paris Aquatics Centre Játékvezetők: Andrej Franulović (CRO), Zhang Liang (CHN) |

| 2024. július 30. 15:00 | Japán (JPN)          | 13–14       | Franciaország (FRA) | Paris Aquatics Centre Játékvezetők: Georgios Stavridis (GRE), Darren Spiritosanto (USA) |
| 2024. július 30. 15:00 | (4–4, 2–3, 3–3, 4–4) |             |                     | Paris Aquatics Centre Játékvezetők: Georgios Stavridis (GRE), Darren Spiritosanto (USA) |
| 2024. július 30. 15:00 | Inaba 6              | Jegyzőkönyv | Bodegas 3           | Paris Aquatics Centre Játékvezetők: Georgios Stavridis (GRE), Darren Spiritosanto (USA) |

| 2024. július 30. 21:05 | Spanyolország (ESP)  | 10–7        | Magyarország (HUN) | Paris Aquatics Centre Játékvezetők: Boris Margeta (SLO), Rafaele Colombo (ITA) |
| 2024. július 30. 21:05 | (2–1, 2–2, 4–3, 2–1) |             |                    | Paris Aquatics Centre Játékvezetők: Boris Margeta (SLO), Rafaele Colombo (ITA) |
| 2024. július 30. 21:05 | három játékos 2      | Jegyzőkönyv | Angyal 2           | Paris Aquatics Centre Játékvezetők: Boris Margeta (SLO), Rafaele Colombo (ITA) |

| 2024. augusztus 1. 12:05 | Szerbia (SRB)        | 11–15       | Spanyolország (ESP) | Paris Aquatics Centre Játékvezetők: Adrian Alexandrescu (ROU), Rafaele Colombo (ITA) |
| 2024. augusztus 1. 12:05 | (3–4, 3–3, 3–3, 2–5) |             |                     | Paris Aquatics Centre Játékvezetők: Adrian Alexandrescu (ROU), Rafaele Colombo (ITA) |
| 2024. augusztus 1. 12:05 | Mandić 4             | Jegyzőkönyv | Granados 4          | Paris Aquatics Centre Játékvezetők: Adrian Alexandrescu (ROU), Rafaele Colombo (ITA) |

| 2024. augusztus 1. 15:00 | Franciaország (FRA)  | 8–9         | Ausztrália (AUS) | Paris Aquatics Centre Játékvezetők: Andrej Franulović (CRO), Veselin Mišković (MNE) |
| 2024. augusztus 1. 15:00 | (0–1, 3–3, 2–3, 3–2) |             |                  | Paris Aquatics Centre Játékvezetők: Andrej Franulović (CRO), Veselin Mišković (MNE) |
| 2024. augusztus 1. 15:00 | Crousillat, Bjoch 3  | Jegyzőkönyv | Maksimovic 3     | Paris Aquatics Centre Játékvezetők: Andrej Franulović (CRO), Veselin Mišković (MNE) |

| 2024. augusztus 1. 21:05 | Magyarország (HUN)   | 17–10       | Japán (JPN) | Paris Aquatics Centre Játékvezetők: Frank Ohme (GER), Zhang Liang (CHN) |
| 2024. augusztus 1. 21:05 | (5–2, 4–2, 3–2, 5–4) |             |             | Paris Aquatics Centre Játékvezetők: Frank Ohme (GER), Zhang Liang (CHN) |
| 2024. augusztus 1. 21:05 | Vigvári 4            | Jegyzőkönyv | Watanabe 3  | Paris Aquatics Centre Játékvezetők: Frank Ohme (GER), Zhang Liang (CHN) |

| 2024. augusztus 3. 10:30 | Spanyolország (ESP)  | 23–8        | Japán (JPN) | Paris Aquatics Centre Játékvezetők: Michiel Zwart (NED), Darren Spiritosanto (USA) |
| 2024. augusztus 3. 10:30 | (4–0, 6–2, 7–4, 6–2) |             |             | Paris Aquatics Centre Játékvezetők: Michiel Zwart (NED), Darren Spiritosanto (USA) |
| 2024. augusztus 3. 10:30 | Sanahuja 5           | Jegyzőkönyv | Ókava 2     | Paris Aquatics Centre Játékvezetők: Michiel Zwart (NED), Darren Spiritosanto (USA) |

| 2024. augusztus 3. 15:00 | Ausztrália (AUS)         | 9–8         | Magyarország (HUN) | Paris Aquatics Centre Játékvezetők: Georgios Stavridis (GRE), Veselin Mišković (MNE) |
| 2024. augusztus 3. 15:00 | (2–2, 2–3, 2–2, 3–1)     |             |                    | Paris Aquatics Centre Játékvezetők: Georgios Stavridis (GRE), Veselin Mišković (MNE) |
| 2024. augusztus 3. 15:00 | B. Edwards, Maksimovic 2 | Jegyzőkönyv | Manhercz 4         | Paris Aquatics Centre Játékvezetők: Georgios Stavridis (GRE), Veselin Mišković (MNE) |

| 2024. augusztus 3. 19:30 | Szerbia (SRB)        | 15–8        | Franciaország (FRA) | Paris Aquatics Centre Játékvezetők: Boris Margeta (SLO), Adrian Alexandrescu (ROU) |
| 2024. augusztus 3. 19:30 | (4–2, 4–2, 4–2, 3–2) |             |                     | Paris Aquatics Centre Játékvezetők: Boris Margeta (SLO), Adrian Alexandrescu (ROU) |
| 2024. augusztus 3. 19:30 | négy játékos 2       | Jegyzőkönyv | Marzouki, Vernoux 2 | Paris Aquatics Centre Játékvezetők: Boris Margeta (SLO), Adrian Alexandrescu (ROU) |

| 2024. augusztus 5. 12:00 | Magyarország (HUN)   | 17–13       | Szerbia (SRB) | Paris Aquatics Centre Játékvezetők: Adrian Alexandrescu (ROU), Andrej Franulovic (CRO) |
| 2024. augusztus 5. 12:00 | (2–4, 7–3, 6–2, 2–4) |             |               | Paris Aquatics Centre Játékvezetők: Adrian Alexandrescu (ROU), Andrej Franulovic (CRO) |
| 2024. augusztus 5. 12:00 | Fekete, Zalánki 4    | Jegyzőkönyv | Mandić 5      | Paris Aquatics Centre Játékvezetők: Adrian Alexandrescu (ROU), Andrej Franulovic (CRO) |

| 2024. augusztus 5. 13:35 | Ausztrália (AUS)     | 13–14       | Japán (JPN) | Paris Aquatics Centre Játékvezetők: Rafaele Colombo (ITA), Darren Spiritosanto (USA) |
| 2024. augusztus 5. 13:35 | (5–2, 2–4, 2–4, 4–4) |             |             | Paris Aquatics Centre Játékvezetők: Rafaele Colombo (ITA), Darren Spiritosanto (USA) |
| 2024. augusztus 5. 13:35 | Maksimovic 3         | Jegyzőkönyv | Inaba 6     | Paris Aquatics Centre Játékvezetők: Rafaele Colombo (ITA), Darren Spiritosanto (USA) |

| 2024. augusztus 5. 20:05 | Franciaország (FRA)  | 8–10        | Spanyolország (ESP)  | Paris Aquatics Centre Játékvezetők: Georgios Stavridis (GRE), Veselin Mišković (MNE) |
| 2024. augusztus 5. 20:05 | (1–2, 2–2, 4–2, 1–3) |             |                      | Paris Aquatics Centre Játékvezetők: Georgios Stavridis (GRE), Veselin Mišković (MNE) |
| 2024. augusztus 5. 20:05 | Crousillat 3         | Jegyzőkönyv | Munárriz, Sanahuja 3 | Paris Aquatics Centre Játékvezetők: Georgios Stavridis (GRE), Veselin Mišković (MNE) |

## Egyenes kieséses szakasz
|  |              |                        |                        |                        |    |                    |                    |                        |                        |               |               |       |       |
|  | Negyeddöntők | Negyeddöntők           | Negyeddöntők           |                        |    | Elődöntők          | Elődöntők          | Elődöntők              |                        |               | Döntő         | Döntő | Döntő |
|  | Negyeddöntők | Negyeddöntők           | Negyeddöntők           |                        |    | Elődöntők          | Elődöntők          | Elődöntők              |                        |               | Döntő         | Döntő | Döntő |
|  | augusztus 7. |                        |                        |                        |    |                    |                    |                        |                        |               |               |       |       |
|  |              |                        |                        |                        |    |                    |                    |                        |                        |               |               |       |       |
|  | A1           | Görögország (GRE)      | 11                     |                        |    |                    |                    |                        |                        |               |               |       |       |
|  | A1           | Görögország (GRE)      | 11                     | augusztus 9.           |    |                    |                    |                        |                        |               |               |       |       |
|  | B4           | Szerbia (SRB)          | 12                     |                        |    |                    |                    |                        |                        |               |               |       |       |
|  | B4           | Szerbia (SRB)          | 12                     |                        |    | Szerbia (SRB)      | Szerbia (SRB)      | 10                     |                        |               |               |       |       |
|  | augusztus 7. |                        |                        |                        |    | Szerbia (SRB)      | Szerbia (SRB)      | 10                     |                        |               |               |       |       |
|  |              |                        | Egyesült Államok (USA) | Egyesült Államok (USA) | 6  |                    |                    |                        |                        |               |               |       |       |
|  | A3           | Egyesült Államok (USA) | Egyesült Államok (USA) | Egyesült Államok (USA) | 6  | 7 (4)              |                    |                        |                        |               |               |       |       |
|  | A3           | Egyesült Államok (USA) |                        |                        |    | 7 (4)              | augusztus 11.      |                        |                        |               |               |       |       |
|  | B2           | Ausztrália (AUS)       | 7 (3)                  |                        |    |                    |                    |                        |                        |               |               |       |       |
|  | B2           | Ausztrália (AUS)       | 7 (3)                  |                        |    | Szerbia (SRB)      | Szerbia (SRB)      | 13                     |                        |               |               |       |       |
|  | augusztus 7. |                        |                        |                        |    | Szerbia (SRB)      | Szerbia (SRB)      | 13                     |                        |               |               |       |       |
|  |              |                        | Horvátország (CRO)     | Horvátország (CRO)     | 11 |                    |                    |                        |                        |               |               |       |       |
|  | A2           | Olaszország (ITA)      | Horvátország (CRO)     | Horvátország (CRO)     | 11 | 9 (1)              |                    |                        |                        |               |               |       |       |
|  | A2           | Olaszország (ITA)      | augusztus 9.           |                        |    | 9 (1)              |                    |                        |                        |               |               |       |       |
|  | B3           | Magyarország (HUN)     | 9 (3)                  |                        |    |                    |                    |                        |                        |               |               |       |       |
|  | B3           | Magyarország (HUN)     | 9 (3)                  |                        |    | Magyarország (HUN) | Magyarország (HUN) | 8                      | Bronzmérkőzés          | Bronzmérkőzés | Bronzmérkőzés |       |       |
|  | augusztus 7. |                        |                        |                        |    | Magyarország (HUN) | Magyarország (HUN) | 8                      | Bronzmérkőzés          | Bronzmérkőzés | Bronzmérkőzés |       |       |
|  |              |                        | Horvátország (CRO)     | Horvátország (CRO)     | 9  |                    |                    | augusztus 11.          | augusztus 11.          | augusztus 11. |               |       |       |
|  | A4           | Horvátország (CRO)     | Horvátország (CRO)     | Horvátország (CRO)     | 9  | 10                 |                    | augusztus 11.          | augusztus 11.          | augusztus 11. |               |       |       |
|  | A4           | Horvátország (CRO)     |                        |                        |    |                    |                    | Egyesült Államok (USA) | Egyesült Államok (USA) | 8 (3)         |               |       |       |
|  | B1           | Spanyolország (ESP)    | 8                      |                        |    |                    |                    | Egyesült Államok (USA) | Egyesült Államok (USA) | 8 (3)         |               |       |       |
|  | B1           | Spanyolország (ESP)    | 8                      |                        |    | Magyarország (HUN) | Magyarország (HUN) | 8 (0)                  |                        |               |               |       |       |
|  |              |                        |                        |                        |    | Magyarország (HUN) | Magyarország (HUN) | 8 (0)                  |                        |               |               |       |       |

### Negyeddöntők
| 2024. augusztus 7. 14:00 | Horvátország (CRO)   | 10–8        | Spanyolország (ESP) | Paris La Défense Arena, Nanterre Játékvezetők: Boris Margeta (SLO), Darren Spiritosanto (USA) |
| 2024. augusztus 7. 14:00 | (2–0, 4–3, 2–2, 2–3) |             |                     | Paris La Défense Arena, Nanterre Játékvezetők: Boris Margeta (SLO), Darren Spiritosanto (USA) |
| 2024. augusztus 7. 14:00 | három játékos 2      | Jegyzőkönyv | három játékos 2     | Paris La Défense Arena, Nanterre Játékvezetők: Boris Margeta (SLO), Darren Spiritosanto (USA) |

| 2024. augusztus 7. 15:35 | Görögország (GRE)    | 11–12       | Szerbia (SRB) | Paris La Défense Arena, Nanterre Játékvezetők: Frank Ohme (GER), Andrej Franulović (CRO) |
| 2024. augusztus 7. 15:35 | (3–3, 2–3, 4–2, 2–4) |             |               | Paris La Défense Arena, Nanterre Játékvezetők: Frank Ohme (GER), Andrej Franulović (CRO) |
| 2024. augusztus 7. 15:35 | Skoumpakis 3         | Jegyzőkönyv | Mandić 5      | Paris La Défense Arena, Nanterre Játékvezetők: Frank Ohme (GER), Andrej Franulović (CRO) |

| 2024. augusztus 7. 19:00 | Egyesült Államok (USA)         | 11–10       | Ausztrália (AUS) | Paris La Défense Arena, Nanterre Játékvezetők: Rafaele Colombo (ITA), Sébastien Dervieux (FRA) |
| 2024. augusztus 7. 19:00 | (1–3, 2–2, 2–0, 2–2, bü.: 4–3) |             |                  | Paris La Défense Arena, Nanterre Játékvezetők: Rafaele Colombo (ITA), Sébastien Dervieux (FRA) |
| 2024. augusztus 7. 19:00 | Bowen, Daube 2                 | Jegyzőkönyv | Pavillard 4      | Paris La Défense Arena, Nanterre Játékvezetők: Rafaele Colombo (ITA), Sébastien Dervieux (FRA) |

| 2024. augusztus 7. 20:35 | Olaszország (ITA)              | 10–12       | Magyarország (HUN) | Paris La Défense Arena, Nanterre Játékvezetők: Adrian Alexandrescu (ROU), Veselin Mišković (MNE) |
| 2024. augusztus 7. 20:35 | (2–3, 0–1, 5–2, 2–3, bü.: 1–3) |             |                    | Paris La Défense Arena, Nanterre Játékvezetők: Adrian Alexandrescu (ROU), Veselin Mišković (MNE) |
| 2024. augusztus 7. 20:35 | Di Fulvio, Echenique 3         | Jegyzőkönyv | Manhercz 4         | Paris La Défense Arena, Nanterre Játékvezetők: Adrian Alexandrescu (ROU), Veselin Mišković (MNE) |

### Az 5–8. helyért
| 2024. augusztus 9. 13:00 | Olaszország (ITA)          | 9–11        | Spanyolország (ESP) | Paris La Défense Arena, Nanterre Játékvezetők: Michiel Zwart (NED), Sébastien Dervieux (FRA) |
| 2024. augusztus 9. 13:00 | (0–4, 3–2, 3–3, 3–2)       |             |                     | Paris La Défense Arena, Nanterre Játékvezetők: Michiel Zwart (NED), Sébastien Dervieux (FRA) |
| 2024. augusztus 9. 13:00 | Echenique, Iocchi Gratta 2 | Jegyzőkönyv | Granados, Perrone 3 | Paris La Défense Arena, Nanterre Játékvezetők: Michiel Zwart (NED), Sébastien Dervieux (FRA) |

| 2024. augusztus 9. 18:00 | Görögország (GRE)    | 15–9        | Ausztrália (AUS) | Paris La Défense Arena, Nanterre Játékvezetők: Kovács Tamás (HUN), Andrej Franulović (CRO) |
| 2024. augusztus 9. 18:00 | (3–1, 2–2, 5–3, 5–3) |             |                  | Paris La Défense Arena, Nanterre Játékvezetők: Kovács Tamás (HUN), Andrej Franulović (CRO) |
| 2024. augusztus 9. 18:00 | Kakaris 4            | Jegyzőkönyv | három játékos 2  | Paris La Défense Arena, Nanterre Játékvezetők: Kovács Tamás (HUN), Andrej Franulović (CRO) |

### Elődöntők
| 2024. augusztus 9. 14:35 | Szerbia (SRB)        | 10–6        | Egyesült Államok (USA) | Paris La Défense Arena, Nanterre Játékvezetők: Georgios Stavridis (GRE), Rafaele Colombo (ITA) |
| 2024. augusztus 9. 14:35 | (2–2, 4–2, 2–2, 2–0) |             |                        | Paris La Défense Arena, Nanterre Játékvezetők: Georgios Stavridis (GRE), Rafaele Colombo (ITA) |
| 2024. augusztus 9. 14:35 | Dedović 4            | Jegyzőkönyv | Vavic 2                | Paris La Défense Arena, Nanterre Játékvezetők: Georgios Stavridis (GRE), Rafaele Colombo (ITA) |

| 2024. augusztus 9. 19:35 | Magyarország (HUN)   | 8–9         | Horvátország (CRO) | Paris La Défense Arena, Nanterre Játékvezetők: Frank Ohme (GER), David Gómez (ESP) |
| 2024. augusztus 9. 19:35 | (3–3, 2–4, 2–2, 1–0) |             |                    | Paris La Défense Arena, Nanterre Játékvezetők: Frank Ohme (GER), David Gómez (ESP) |
| 2024. augusztus 9. 19:35 | Jansik, Vámos 2      | Jegyzőkönyv | Fatović 5          | Paris La Défense Arena, Nanterre Játékvezetők: Frank Ohme (GER), David Gómez (ESP) |

### A 7. helyért
| 2024. augusztus 10. 19:35 | Ausztrália (AUS)     | 6–10        | Olaszország (ITA) | Paris La Défense Arena, Nanterre Játékvezetők: David Gómez (ESP), Chisato Kurosaki (JPN) |
| 2024. augusztus 10. 19:35 | (1–2, 1–3, 2–4, 2–1) |             |                   | Paris La Défense Arena, Nanterre Játékvezetők: David Gómez (ESP), Chisato Kurosaki (JPN) |
| 2024. augusztus 10. 19:35 | Maksimovic 2         | Jegyzőkönyv | Iocchi Gratta 3   | Paris La Défense Arena, Nanterre Játékvezetők: David Gómez (ESP), Chisato Kurosaki (JPN) |

### Az 5. helyért
| 2024. augusztus 11. 9:00 | Görögország (GRE)    | 15–13       | Spanyolország (ESP) | Paris La Défense Arena, Nanterre Játékvezetők: Frank Ohme (GER), Rafaele Colombo (ITA) |
| 2024. augusztus 11. 9:00 | (2–2, 6–4, 4–1, 3–6) |             |                     | Paris La Défense Arena, Nanterre Játékvezetők: Frank Ohme (GER), Rafaele Colombo (ITA) |
| 2024. augusztus 11. 9:00 | három játékos 3      | Jegyzőkönyv | Sanahuja 3          | Paris La Défense Arena, Nanterre Játékvezetők: Frank Ohme (GER), Rafaele Colombo (ITA) |

### Bronzmérkőzés
| 2024. augusztus 11. 10:35 | Egyesült Államok (USA)         | 11–8        | Magyarország (HUN) | Paris La Défense Arena, Nanterre Játékvezetők: Sébastien Dervieux (FRA), David Gómez (ESP) |
| 2024. augusztus 11. 10:35 | (3–2, 1–1, 2–2, 2–3, bü.: 3–0) |             |                    | Paris La Défense Arena, Nanterre Játékvezetők: Sébastien Dervieux (FRA), David Gómez (ESP) |
| 2024. augusztus 11. 10:35 | Hallock 2                      | Jegyzőkönyv | Varga, Zalánki 2   | Paris La Défense Arena, Nanterre Játékvezetők: Sébastien Dervieux (FRA), David Gómez (ESP) |

### Döntő
| 2024. augusztus 11. 14:00 | Szerbia (SRB)        | 13–11       | Horvátország (CRO) | Paris La Défense Arena, Nanterre Játékvezetők: Boris Margeta (SLO), Michiel Zwart (NED) |
| 2024. augusztus 11. 14:00 | (5–2, 3–3, 3–3, 2–3) |             |                    | Paris La Défense Arena, Nanterre Játékvezetők: Boris Margeta (SLO), Michiel Zwart (NED) |
| 2024. augusztus 11. 14:00 | Ćuk 3                | Jegyzőkönyv | Marinić Kragić 3   | Paris La Défense Arena, Nanterre Játékvezetők: Boris Margeta (SLO), Michiel Zwart (NED) |

| A 2024. évi nyári olimpiai játékok férfi vízilabdatornájának olimpiai bajnoka |
| · SZERBIA · 3. cím                                                            |
| ----------------------------------------------------------------------------- |

## Végeredmény
| Helyezés | Csapat                 |
| -------- | ---------------------- |
| Arany    | Szerbia (SRB)          |
| Ezüst    | Horvátország (CRO)     |
| Bronz    | Egyesült Államok (USA) |
| 4.       | Magyarország (HUN)     |
| 5.       | Görögország (GRE)      |
| 6.       | Spanyolország (ESP)    |
| 7.       | Olaszország (ITA)      |
| 8.       | Ausztrália (AUS)       |
| 9.       | Montenegró (MNE)       |
| 10.      | Franciaország (FRA)    |
| 11.      | Japán (JPN)            |
| 12.      | Románia (ROU)          |

## Díjak
Az All Star-csapatot 2024. augusztus 11-én hirdették ki.
| Poszt           | Játékos                                |
| --------------- | -------------------------------------- |
| Kapus           | Egyesült Államok (USA) Adrian Weinberg |
| Mezőnyjátékosok | Egyesült Államok (USA) Hannes Daube    |
| Mezőnyjátékosok | Horvátország (CRO) Loren Fatović       |
| Mezőnyjátékosok | Spanyolország (ESP) Álvaro Granados    |
| Mezőnyjátékosok | Japán (JPN) Inaba Júszuke              |
| Mezőnyjátékosok | Szerbia (SRB) Dušan Mandić             |
| Mezőnyjátékosok | Magyarország (HUN) Manhercz Krisztián  |
| MVP             | Szerbia (SRB) Dušan Mandić             |